# Tectovalopsis ruffoi
Tectovalopsis ruffoi is een vlokreeftensoort uit de familie van de Alicellidae. De wetenschappelijke naam van de soort is voor het eerst geldig gepubliceerd in 2003 door Serejo & Wakabara.